# من عزتم، بچه سنگلج
من عزتم، بچه سنگلج عنوان کتابی از بازیگر معروف ایرانی عزت‌الله انتظامی است که تهیه و تدوین آن را غزاله سلطانی انجام داده است. در مقدمه کتاب یادداشتی از ژان-کلود کریر، فیلم‌نامه‌نویس و بازیگر فرانسوی آورده است: «هیچ دستوری برای ستاره شدن و ستاره ماندن وجود ندارد. باید دارای یک نگاه، یک حضور، جذابیتی آنی و چهره‌ای آشنا، حتی پیش از نخستین دیدار، بود. باید دارای یک دم، یک حس و تمام ویژگی‌هایی که لغت روح را معنی می‌کند، بود.»

## موضوع کتاب
این کتاب به زندگی هنری عزت‌الله انتظامی می‌پردازد. گران بودن قیمت کتاب به خاطر عکس‌های رنگی باعث شد که همگان توانائی خرید آن را نداشته باشند. برنامه کتاب شب رادیو تهران که خوانش کتاب‌های برتر ایران و جهان انجام می‌دهد، این کتاب را در هفت قسمت ۲۰ دقیقه ای با صدای بهروز رضوی بازخوانی نمود تا علاقه‌مندان بتوانند از مطالب آن بهره ببرند.
.